# Ypiranga Futebol Clube (Macaé)
Ypiranga Futebol Clube é uma agremiação esportiva de Macaé, no estado do Rio de Janeiro, fundada a 19 de Maio de 1926. Suas cores são vermelho e preto.

## História
A sua história tem início em 1919 através da criação da L.M.D (Liga Macaense de Desportos), tendo à frente Eduardo Luz e contando com a filiação de quatro clubes da cidade: Macaé Futebol Clube, Fluminense, Americano e Guarany.
A L.M.D patrocinou e dirigiu campeonatos amadores entre 1919 e 1922. Em 1923, a LMD foi extinta, acontecimento que pôs fim aos certames.
Em 19 de maio de 1926 foi fundado o Ypiranga futebol Clube, que se filiou a A.M.E.A em 1929.
No período de 1923 a 1926 não havia um órgão que regularizava o esporte macaense. Em 1927, foi criada uma liga provisória com a denominação de L.M.E (Liga Macaense de Esporte) que só durou só dois anos promovendo apenas partidas amistosas.
Em 24 de março de 1929 um grupo de desportistas fundou a A.M.E.A (Associação Macaense de Esporte Atléticos), sendo patrocinadora e gestora dos campeonatos amadores de Macaé de 1929 a 1933.
Em 1934, após a gestão de Dr. Afrânio Barreto, a A.M.E.A foi extinta ficando mais uma vez a cidade sem um órgão gestor até 1938.
Em 13 de agosto de 1938, Ypiranga, Fluminense, Americano e Macaé F.C. recriaram a A.M.E.A.
Nesta sua segunda fase de existência, a entidade patrocinou os campeonatos de 1938 a 1942, contando com a participação dos citados e mais do Grêmio Duque de Caxias do Forte Marechal Hermes, por força do Decreto-Lei Federal Nº3, 199 de 14 de abril de 1942 que regulamenta, incentiva e fiscaliza a pratica de esportes no território nacional.
A A.M.E.A passou a denominar-se L.M.D, Liga Macaense de Desportos, que passou a patrocinar e dirigir o futebol no município.
Em 1941, o Ypiranga era o único clube macaense que tinha vínculo com a extinta Federação Fluminense de Futebol, na época em os clubes do interior disputavam esse campeonato sem a presença dos da capital. Em 1941, o Ypiranga perdeu a final para Icaraí por 7 a 1 que terminou em 1942.

## Fundadores da A.M.E.A
- Fábio Franco
- Luiz Corrêa de Castro
- Arquimedes Marques
- Dr. Bento da Costa Junior
- Dr. Alarico Maciel
- Dr.Almir Maciel

## Títulos
- Vice-Campeão do Campeonato Fluminense de futebol: 1941;
- Campeão Macaense: 1940, 1941, 1943, 1944, 1957, 1959, 1960 e 1966;

- A CBD, A confederação brasileira de desportos decidiu que o título macaense de 1957 fosse dividido entre Ypiranga e o Americano de Macaé
- Campeão fluminense de Futsal em 1957

## Fonte
- VIANA, Eduardo. Implantação do futebol Profissional no Estado do Rio de Janeiro. Rio de Janeiro: Editora Cátedra, s/d.
- http://www.macaenews.com.br/ver_col.php?artigo=lista&idArt=4305&idCol=306&nomeCol=Ernesto&cat=Colunistas